# Abba Sjeru Guangul
Abba Sjeru Guangul (zm. 1777 lub 1778) – etiopski polityk, zarządca prowincji Begiemdyr.

## Rodowód
Od Abby Sjeru Guangula pochodzi nazwa rodu, który odegrał dużą rolę podczas rozbicia dzielnicowego, zwanego zemene mesafynt. Członkowie dynastii Sjeru Guangul rządzili Cesarstwem Etiopii jako regenci z przerwami od 1781 do 1853. Dynastia ta miała rzekomo wywodzić się od arabskiego szejka Omara, który w czasie wielkiej wojny z muzułmanami Ahmada ibn Ibrihima al-Ghazi, zwanego imamem Graniem, osiedlił się w prowincji Jedżu. W późniejszych latach ród przeniósł się do stolicy Etiopii – Gonderu, gdzie zaczął odgrywać ważniejszą rolę polityczną.

## Życiorys
Pozycję Abby Sjeru Guangula zapewniło małżeństwo z Gellebu – córka rasa Farisa z Lasta. Miał poparcie starszyzny z dzisiejszego Guba Lafto. Objął władzę nad Begiemdyrem, oraz częścią Uello. W 1770 spotkał go James Bruce i opisał w swoich relacjach z podróży po Etiopii. Guangul zmarł w 1777 lub 1778 roku. Pozostawił po sobie wiele dzieci w tym między innymi: dejazmacza Uelle, dejazmacza Kormi, Abeto Jymer, i ueizero Aster. Z ueizero Gellebu natomiast miał rasa Alego, zwanego później wielkim, rasa Aligaza, oraz ueizero Kefej. Ali i Aligaz zostali później regentami.